# Klavže
Klavže – wieś w Słowenii, w gminie Tolmin. W 2018 roku liczyła 62 mieszkańców.